# Ghomrassen
Ghomrassen (àrab: غمراسن, Ḡumrāsin) és una ciutat de Tunísia, a la governació de Tataouine, situada uns 17 km al nord de Tataouine i uns 30 km al sud de Médenine. La municipalitat té 11.383 habitants. És capçalera d'una delegació amb una població de 21.640 habitants (cens del 2004).

## Economia
Ciutat agrícola, té a la rodalia tres ksur: Ksar Haddada (molt proper, al nord), Ksar Mrabtia (uns 3 km al sud) i Ksar El Ababsia (uns 10 km a l'est).

## Etimologia
El seu nom és amazic i vol dir ‘cap de tribu’.

## Administració
Com a delegació o mutamadiyya, duu el codi geogràfic 53 55 (ISO 3166-2:TN-12) i està dividida en set sectors o imades:
- Ghomrassen (53 55 51)
- El Ouaha (53 55 52)
- Ezzouhour (53 55 53)
- El Ghordhab (53 55 54)
- El Ferch (53 55 55)
- Guermassa (53 55 56)
- Ksar El Haddada (53 55 57)
- Nouvelle Medina (53 55 58)
- Ksar El Mourabitine (53 55 59)
- Oued El Khil (53 55 60)

Al mateix temps, forma una municipalitat o baladiyya (codi geogràfic 53 13).